# Schizocoel
Schizocoel je typ nepravé tělní dutiny (coelomu), která vzniká rozestoupením mezodermu v embryonálním stadiu (jev zvaný schizocoelie). Je to typický typ vývoje prvoústých živočichů, vyskytuje se například u ploštěnců, členovců a měkkýšů. V průběhu jejich vývoje se z mezentoblastů obvykle vyvine mezoderm, načež se po obou bocích prvostřeva v mezodermu začne tvořit dutina. Vzniká tak dvoustranně symetrická tělní dutina, která běží po celé délce těla, ačkoliv může být i segmentována (u článkovaných živočichů).
K dalším typům vzniku coelomu patří enterocoelie a heterocoelie, zcela jinak k tomu dochází i u chapadlovek.